# Evasione fortunata
Evasione fortunata (Lucky Break) è un film del 2001 diretto da Peter Cattaneo.

## Trama
Jimmy e Rud tentano goffamente una rapina in banca, ma vengono arrestati e condannati a 12 anni. La prigione sta stretta a Jimmy, ecco dunque che quando Rud gli propone un piano di evasione, Jimmy accetta. Il piano prevede di scappare dalla vecchia cappella, dove c'è solo una porta da passare, ma come raggiungerla? A sorpresa il direttore del carcere, Mortimer, appassionato di teatro chiede ai detenuti di rappresentare una sua sceneggiatura su Orazio Nelson, eroe britannico, il set sarà proprio la vecchia cappella; quale occasione migliore per pianificare la fuga?